# Unser Sandmännchen: S-Bahn
S-Bahn ist ein vom DEFA-Studio für Dokumentarfilme gedrehter Abendgruß für die Reihe Unser Sandmännchen des Fernsehens der DDR von Holmar Attila Mück aus dem Jahr 1975.

## Handlung
Die Berliner Kinder Stefan und Kerstin laden die Zuschauer des Sandmännchens zu einer Fahrt mit der Berliner S-Bahn ein. Beide dürfen mit Frau Härtel im Führerstand einer Bahn der Baureihe 277 mitfahren. Während der Fahrt erhalten sie viele Informationen über solch einen S-Bahnzug. So finden in einem Vollzug mit acht Wagen etwa 1000 Fahrgäste Platz. Wenn man alle Fahrten der Berliner S-Bahn zusammenrechnet, ergibt das eine Strecke, die 1 ½ Mal um die Erde reicht und an manchen Tagen werden mehr als eine Million Menschen quer durch Ost-Berlin befördert.   
Als Stefan und Kerstin zum Ende der Fahrt das Angebot bekommen, mit durch die Waschanlage zu fahren, sind sie sehr begeistert. Die hat eine Ähnlichkeit mit einer Autowaschanlage und auch hier wird der Zug automatisch durch die sich drehenden Waschbürsten gezogen. Mit vielen neuen Eindrücken bedanken sich die Kinder anschließend bei der Triebfahrzeugführerin Frau Härtel und verabschieden sich von ihr.

## Produktion und Veröffentlichung
S-Bahn von der Künstlerischen Arbeitsgruppe (KAG) Realabendgruß-Produktion der DEFA für die Serie Berliner Bilderbogen als Folge der Filmreihe Unser Sandmännchen auf ORWO-Color gedreht und am 23. Mai 1975 das erste Mal im Fernsehen der DDR gesendet. Die erste nachweisbare Aufführung auf einer großen Leinwand erfolgte am 4. Oktober 2020 im Berliner Zeughauskino.